# Peter Sobotta
Peter Sobotta, (Zabrze, 11 de janeiro de 1987) é um lutador profissional de artes marciais mistas alemão que atualmente compete pelo UFC na categoria dos meio-médios.

## Início
Sobotta nasceu Zabrze, Polônia em 11 de janeiro de 1987, e cresceu na pequena cidade alemã de Balingen. Seu ídolo na infância era Jackie Chan, quem o inspirou a treinar artes marciais.

## Carreira no MMA

### Ultimate Fighting Championship
Sobotta fez sua estreia no UFC em 13 de junho de 2009 no UFC 99 contra Paul Taylor. Após 3 rounds, Sobotta perdeu por decisão unânime.
Sobotta enfrentou James Wilks em 12 de junho de 210 no UFC 115, perdendo por decisão unânime (30–27, 30–28, 30–27).
Sobotta enfrentou Amir Sadollah em 13 de novembro de 2010 no UFC 122.  Ele perdeu por decisão unânime e foi demitido da organização.
Após três anos lutando em organizações menores, Sobotta acumulou um cartel de 5-0-1 e foi recontratado pelo UFC.
Sobotta enfrentou Pawel Pawlak em 31 de maio de 2014 no UFC Fight Night: Muñoz vs. Mousasi. Sobatta venceu por decisão unânime.
Ele enfrentou Steve Kennedy em 20 de junho de 2015 no UFC Fight Night: Jędrzejczyk vs. Penne. Sobotta venceu por finalização no primeiro round.
Sobotta enfrentou Kyle Noke em 15 de novembro de 2015 no UFC 193: Rousey vs. Holm. Ele perdeu por nocaute técnico no primeiro round.
Sobotta enfrentou Nicolas Dalby em 3 de setembro de 2016 no UFC Fight Night: Arlovski vs. Barnett. Ele venceu por decisão unânime.
Sobotta enfrentou Ben Saunders em 28 de maio de 2017 no UFC Fight Night: Gustafsson vs. Teixeira. Ele venceu por nocaute técnico no segundo round.
Sobotta enfrentou Leon Edwards em 17 de março de 2018 no UFC Fight Night: Werdum vs. Volkov. Ele perdeu por nocaute técnico no primeiro round.

## Cartel no MMA
| Cartel no MMA   |             |            |
| 25 lutas        | 17 vitórias | 7 derrotas |
| Por nocaute     | 5           | 2          |
| Por finalização | 10          | 1          |
| Por decisão     | 2           | 4          |
| Empates         | 1           | 1          |

| Res.    | Cartel | Oponente               | Método                                   | Evento                                   | Data       | Round | Tempo | Local            | Notas                              |
| ------- | ------ | ---------------------- | ---------------------------------------- | ---------------------------------------- | ---------- | ----- | ----- | ---------------- | ---------------------------------- |
| Derrota | 17-7-1 | Alex Oliveira          | Decisão (unânime)                        | UFC on ESPN: Whittaker vs. Till          | 25/07/2020 | 3     | 5:00  | Abu Dhabi        |                                    |
| Derrota | 17-6-1 | Leon Edwards           | Nocaute Técnico (socos)                  | UFC Fight Night: Werdum vs. Volkov       | 17/03/2018 | 3     | 4:59  | Londres          |                                    |
| Vitória | 17-5-1 | Ben Saunders           | Nocaute Técnico (socos e joelhada)       | UFC Fight Night: Gustafsson vs. Teixeira | 28/05/2017 | 2     | 2:29  | Estocolmo        |                                    |
| Vitória | 16-5-1 | Nicolas Dalby          | Decisão (unânime)                        | UFC Fight Night: Arlovski vs. Barnett    | 03/09/2016 | 3     | 5:00  | Hamburgo         |                                    |
| Derrota | 15-5-1 | Kyle Noke              | Nocaute Técnico (chute no corpo e socos) | UFC 193: Rousey vs. Holm                 | 15/11/2015 | 1     | 2:01  | Melbourne        |                                    |
| Vitória | 15-4-1 | Steve Kennedy          | Finalização (mata leão)                  | UFC Fight Night: Jędrzejczyk vs. Penne   | 20/06/2015 | 1     | 2:57  | Berlim           |                                    |
| Vitória | 14-4-1 | Pawel Pawlak           | Decisão (unânime)                        | UFC Fight Night: Muñoz vs. Mousasi       | 31/05/2014 | 3     | 5:00  | Berlim           |                                    |
| Vitória | 13-4-1 | Tamirlan Dadaev        | Finalização (mata leão)                  | R2F: Casino Fight Night 3                | 10/11/2012 | 1     | 2:10  | Erfurt           |                                    |
| Vitória | 12-4-1 | Mustafa Asmaoui        | Finalização (mata leão)                  | R2F: Casino Fight Night 3                | 10/11/2012 | 1     | 3:36  | Erfurt           |                                    |
| Vitória | 11-4-1 | Branimir Radosavljevic | Finalização (mata leão)                  | R2F: Casino Fight Night 3                | 10/11/2012 | 1     | 0:35  | Erfurt           |                                    |
| Vitória | 10-4-1 | Juan Manuel Suárez     | Finalização (mata leão)                  | MMA Attack 2                             | 27/04/2012 | 1     | 2:18  | Katowice         |                                    |
| Vitória | 9-4-1  | Marius Panin           | Finalização (mata leão)                  | Eurogames MMA Sports                     | 24/03/2012 | 1     | 1:20  | Iași             |                                    |
| Empate  | 8-4-1  | Borys Mańkowski        | Empate (mudado)                          | MMA Attack                               | 05/11/2011 | 3     | 3:00  | Warsaw           | Resultado mudado pela organização. |
| Derrota | 8-4    | Amir Sadollah          | Decisão (unânime)                        | UFC 122: Marquardt vs. Okami             | 13/11/2010 | 3     | 5:00  | Oberhausen       |                                    |
| Derrota | 8-3    | James Wilks            | Decisão (unânime)                        | UFC 115: Liddell vs. Franklin            | 12/06/2010 | 3     | 5:00  | Vancouver        |                                    |
| Derrota | 8-2    | Paul Taylor            | Decisão (unânime)                        | UFC 99: The Comeback                     | 13/06/2009 | 3     | 5:00  | Cologne          |                                    |
| Vitória | 8-1    | Kerim Abzailow         | Nocaute (socos)                          | KSW Extra                                | 13/09/2008 | 3     | 1:12  | Dąbrowa Górnicza |                                    |
| Vitória | 7-1    | Dominique Stetefeld    | Finalização (triângulo)                  | Free Fight Association                   | 12/07/2008 | 1     | 4:38  | Erfurt           |                                    |
| Vitória | 6-1    | Simon Fiess            | Nocaute (socos)                          | Free Fight Association                   | 12/07/2008 | 1     | 0:38  | Erfurt           |                                    |
| Vitória | 5-1    | Robin Dutry            | Finalização (chave de braço)             | Outsider Cup 9                           | 14/06/2008 | 1     | 1:11  | Bielefeld        |                                    |
| Derrota | 4-1    | Nelson Siegert         | Nocaute (socos)                          | FFC: Battle for the Belt                 | 15/10/2006 | 2     | 4:55  | Leipzig          |                                    |
| Vitória | 4-0    | Hendrik Nitzsche       | Nocaute Técnico (socos)                  | FFC: Battle for the Belt                 | 15/10/2006 | 1     | 3:15  | Leipzig          |                                    |
| Vitória | 3-0    | Peter Micuch           | Nocaute Técnico (socos)                  | FFC: Heaven or Hell                      | 23/04/2006 | 1     | 3:15  | Leipzig          |                                    |
| Vitória | 2-0    | Peter Salzgeber        | Finalização (mata leão)                  | UCS: Fighting Day 2                      | 19/11/2005 | 1     | 0:33  | Geislingen       |                                    |
| Vitória | 1-0    | Christian Bruckner     | Finalização (chave de braço)             | Free Fight Championship                  | 24/10/2004 | 1     | 1:00  | Leipzig          |                                    |